# Alexander Bozhkov
Alexander Bozhkov (em búlgaro:  Александър Божков) (9 de agosto de 1951 - 23 de agosto de 2009) foi vice-primeiro-ministro e ministro da indústria da Bulgária de 1997 a 1999. Bozhkov desempenhou um papel importante na definição dos parâmetros gerais da política económica do governo de Ivan Kostov e foi influente na instituição da privatização. Ele nasceu em Sofia e morreu lá em 23 de agosto de 2009, após anos de doença prolongada, mais recentemente cancro. Ele tinha 58 anos.